# Melbourne International Exhibition (1880)
Melbourne International Exhibition blev afholdt fra 1. oktober 1880 til 1. april 1881. Det var den anden internationale udstilling afholdt i Australien, men den første officielle verdensudstilling i landet. 1.5 millioner mennesker besøgte udstillingen. Melbournes befolkning var, på den tid, 280.000.
Hovedbygningen, Royal Exhibition Building, blev bygget i 1880, for at huse udstillingen. Bygningen bestod af 12 kvadratkilometer gulvplads, og midlertidige annekser. Dele af bygningen findes stadig i dag, og optræder på UNESCO's Verdensarvsliste.
37°48′22″S 144°58′13″Ø / 37.8061°S 144.9703°Ø